# Lotononis macrosepala
Lotononis macrosepala är en ärtväxtart som beskrevs av Paul Conrath. Lotononis macrosepala ingår i släktet Lotononis och familjen ärtväxter. Inga underarter finns listade i Catalogue of Life.